# Video Seven
Video Seven, Inc., también escrita Video-7, más tarde Headland Technology, Inc., fue una empresa pública estadounidense de hardware informático activa de forma independiente desde 1984 hasta 1989. La empresa fabricaba tarjetas de expansión para ordenadores personales, principalmente tarjetas gráficas para IBM PC a través de su marca Vega. Fue fundada por Paul Jain como su segunda empresa en el mercado de las tarjetas gráficas; tras su marcha en 1990, fundó Media Vision. Video Seven entregó la primera tarjeta gráfica compatible con el Enhanced Graphics Adapter (EGA) de IBM, en 1985, y una de las primeras tarjetas compatibles con el estándar Video Graphics Array (VGA) de IBM, en 1987. En 1989, Video Seven se fusionó con G-2 Inc., una subsidiaria de LSI Logic Corporation, convirtiéndose en Headland Technology.

## Historia

### Fundación (1984-1987)
Video Seven, Inc. fue fundada por Paul Jain en Milpitas, California, en 1984. Antes de fundar Video Seven, Jain había sido el fundador de Paradise Systems, otro fabricante de tarjetas gráficas que fue uno de los primeros proveedores en el mercado de IBM PC. Jain se desempeñó como director ejecutivo de Paradise durante dos años hasta abril de 1984, cuando fundó Video Seven, su segunda empresa en el mercado de tarjetas gráficas. Jain permanecería en la sala de juntas de Paradise hasta 1987, después de que Western Digital adquiriera Paradise.
El primer producto de Video Seven se anunció en agosto de 1984 para el Apple IIc. Llamada Interfaz RGB, era una caja convertidora del tamaño aproximado de un paquete de cigarrillos que se conectaba al puerto de expansión de video DB-15 del IIc en la parte posterior, adaptando su salida al video gráfico RGBI. Esto permitió obtener una producción de calidad mucho mayor que la que era capaz de lograr la producción compuesta de stock del IIc. La interfaz RGB solo funcionaba con ciertos monitores en color RGBI destinados a la anterior microcomputadora Apple III. Sin embargo, combinado con el segundo producto de Video Seven, el Grappler, los usuarios podían conectar el IIc y la interfaz RGB a cualquier monitor de IBM PC estándar. : 208  A finales de 1984, Video Seven otorgó la licencia de las tecnologías detrás de la interfaz RGB a Sakata USA Corporation, quien lanzó la XP-7, una tarjeta de expansión para Apple IIe que le permitía conectarse a monitores RGBI. : 207–208  Video Seven ganó $1.8 millones en ventas de estos productos en su primer año. La empresa lanzó su último producto Apple II en septiembre de 1985, después de lo cual comenzó a centrarse en productos para IBM PC.: 42 
Durante el verano de 1985, Video Seven formó una empresa conjunta con Chips and Technologies (C&T) para desarrollar el primer clon del Enhanced Graphics Adapter (EGA) de IBM. En ese momento, C&T solo llevaba varios meses en el negocio, como una empresa emergente en el mercado de chipsets gráficos para PC de IBM. Sus esfuerzos dieron frutos a principios de diciembre de 1985; Con la marca Vega, no solo fue la primera placa clonada de EGA,: 34  También fue la primera placa EGA que admitía los cuatro modos de vídeo principales admitidos por el software de PC de IBM: MDA, CGA y Hercules (además de EGA). A pesar de la tarea de idear un clon de EGA que también fuera compatible con los modos de vídeo antes mencionados, la tarjeta Vega tenía la mitad de longitud que la tarjeta EGA de IBM y costaba aproximadamente la mitad de lo que IBM cobraba en ese momento. Fue un éxito comercial y de crítica, Video Seven vendió 300.000 unidades del Vega y su sucesor, el Vega Deluxe, hasta octubre de 1987. Poco antes del lanzamiento del Vega original, a principios de diciembre de 1985, Quadram Corporation compró una gran participación en Video Seven, expresando interés en utilizar su tecnología en una placa suya compatible con EGA. El resultado de su asociación fue el Quad EGA+, una versión completa del Vega que por lo demás era idéntica en funcionalidad.: 34 
Vega Deluxe, presentada en octubre de 1986, amplió el estándar EGA para incluir modos de gráficos en color de 640 por 480 píxeles y 752 por 410 píxeles. Estos nuevos modos representan aproximadamente un aumento del 37 por ciento con respecto a la resolución de color más alta admitida por EGA estándar (640 por 350 píxeles). Sin embargo, estos modos sólo se podían utilizar con ciertos monitores multimodo caros.: 175 

### Crecimiento (1987-1989)

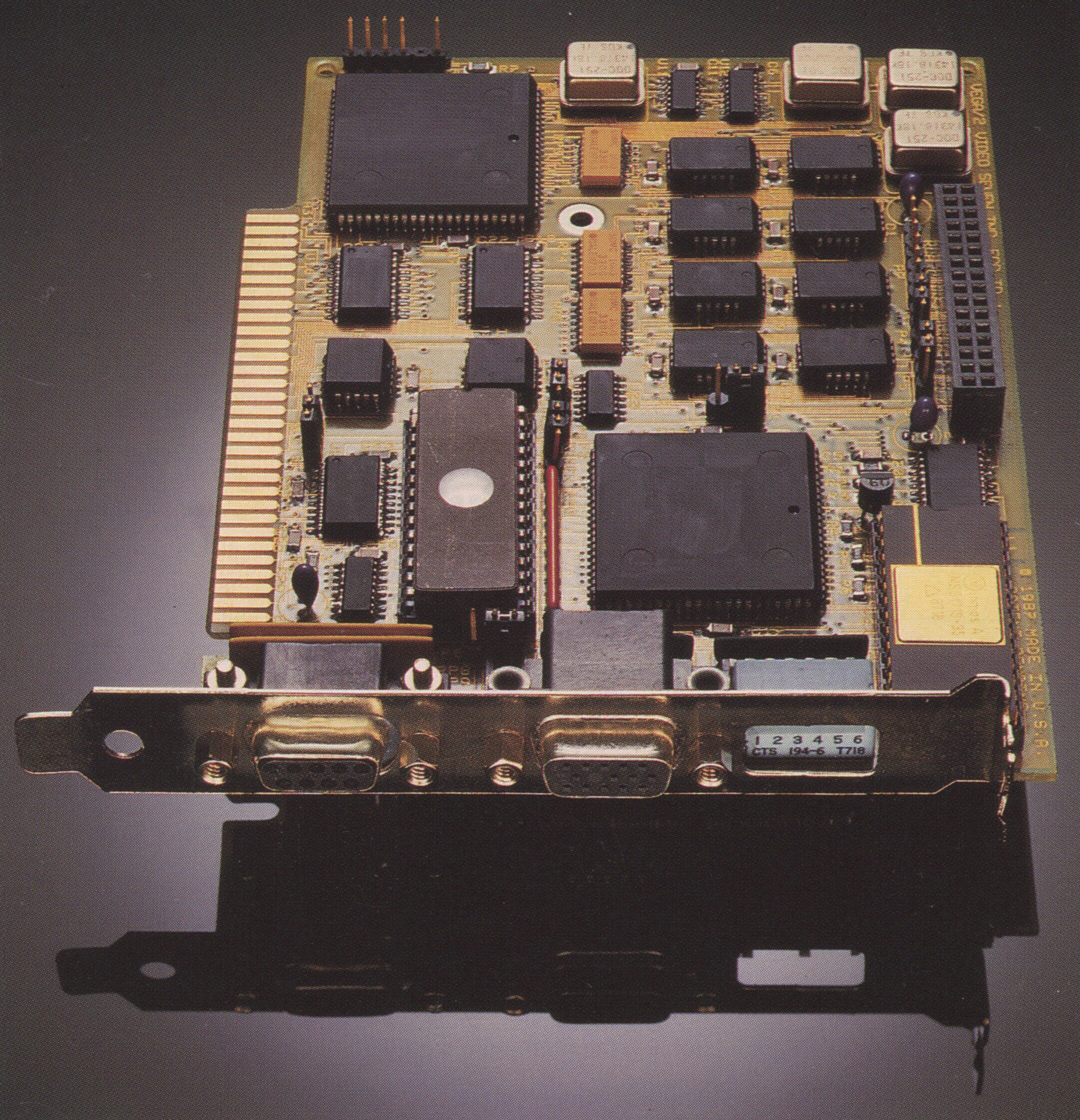
La Vega VGA, presentada en septiembre de 1987, fue la primera tarjeta compatible con VGA de Video Seven.

El aumento de las ventas de placas Vega convirtió a Video Seven en uno de los mayores fabricantes mundiales de tarjetas de expansión para PC IBM. Sus mayores competidores en ese momento incluían la antigua Paradise Systems de Jain y Hercules Computer Technology. Sólo en 1987, Video Seven ganó 2,8 dólares. millones de ganancias sobre ventas de $34,3 millones. Su crecimiento constante llevó a Video Seven a solicitar su salida a bolsa en octubre de ese año.
En septiembre de 1987, Video Seven anunció su primera tarjeta compatible con VGA, la Vega VGA, para su lanzamiento en octubre. Esto fue seis meses después de que IBM lanzara Video Graphics Array (VGA), su estándar de gráficos de vídeo de próxima generación, en abril de 1987 con el IBM PS/2, el sucesor previsto de su línea de modelos de PC IBM. A diferencia de sus PC anteriores, la PS/2 tenía los circuitos de vídeo ubicados en la placa base; Además, rediseñaron el bus del PS/2 a un estándar incompatible al que denominaron Micro Channel. En su anuncio, Video Seven proclamó que Vega VGA era la primera tarjeta gráfica compatible con hardware con VGA para máquinas ISA (siendo ISA el bus de la PC IBM y sus clones). Los contendientes anteriores de Sigma Designs y STB Systems, lanzados en el verano de 1987, venían con utilidades de software para dibujar gráficos en modo 13h, pero carecían de la capacidad de renderizar gráficos VGA en otros modos de mayor resolución. Si bien Vega VGA pudo haber sido la primera placa ISA compatible con VGA, en el lanzamiento sufrió cierta incompatibilidad con software popular, como Windows/386 y su modo 8086 virtual. La placa controladora de gráficos de vídeo de Compaq, lanzada en noviembre de 1987, es reconocida por PC Magazine como la primera tarjeta VGA totalmente compatible para máquinas ISA.: 188–191 
En agosto de 1988, Video Seven envió dos nuevas placas compatibles con VGA: FastWrite y VRAM VGA. Ambos chips cuentan con el entonces nuevo chipset V7VGA de la compañía, que funciona más rápido que la mayoría de sus competidores contemporáneos e incorpora memoria caché para mejorar el rendimiento gráfico. Mientras que FastWrite se basa en RAM dinámica convencional junto con el caché para lograr mejoras modestas en el rendimiento con respecto a la competencia, VRAM VGA usa RAM de video dedicada (VRAM) para lograr grandes ganancias en rendimiento al tener dos puertos, lo que permite que el procesador ejecute código de programa mientras que la VRAM funciona en conjunto con el chipset de gráficos para dibujar en la pantalla simultáneamente.: 79  La VRAM VGA fue la primera tarjeta gráfica VGA del mercado que incorporó VRAM, lo que le permitió superar al adaptador de pantalla PS/2 basado en ISA de IBM. InfoWorld escribió que la placa VRAM VGA representaba «la vanguardia de la tecnología VGA»,: 80  Con mejoras de velocidad en la edición de gráficos de Microsoft Word que representan «la primera vez en nuestras pruebas VGA», la revista encontró «una diferencia de velocidad significativa al comparar Fastwrite y V-RAM» con varios de sus competidores.: 79 

### Adquisición y decadencia (1989-1993)
En octubre de 1988, LSI Logic Corporation, un importante accionista de Video Seven, adquirió una participación mayoritaria en la empresa tras adquirir todas las acciones pertenecientes a Intelligent Systems, los propietarios de Quadram. Su apuesta aumentó de 20 por ciento a 70 por ciento. En abril de 1989, Video Seven se fusionó con la subsidiaria de LSI, G-2 Inc., para formar Headland Technology, conservando la marca Video Seven para futuras tarjetas de video. LSI supuestamente gastó $50 millones en la adquisición. Jain vendió sus participaciones como parte de la adquisición y poco después formó Media Vision, un proveedor de tarjetas de expansión multimedia, en 1990.
Video Seven continuó compitiendo en el mercado de gráficos de vídeo de alta gama hasta 1992, cuando LSI Logic vendió Headland a Computer Visualization Technologies, Inc. (CVTI), de Fremont, California, una subsidiaria de Spea Software AG, con sede en Alemania. Headland había estado sufriendo la rotación de ejecutivos y el desinterés del mercado en los últimos años de su existencia bajo LSI Logic. CVTI tuvo problemas con la división Video Seven y la cerró en 1993. Continuaron vendiendo periféricos multimedia, como tarjetas gráficas y de sonido, con la marca Video Seven hasta 1995, hasta que Diamond Multimedia compró Spea en noviembre de 1995.

### Renacimiento de la marca (1997-2009)

Logotipo de la resucitada Videoseven.

A finales de la década de 1990, Macrotron AG adquirió los derechos de la marca Video Seven de Diamond Multimedia y la revivió como marca de monitores de computadora en Europa, bajo la nueva estilización Videoseven. En 1998, Ingram Micro adquirió una participación mayoritaria en Macrotron y la convirtió en una filial de la sucursal deMúnich de la empresa, renombrándola a Ingram Macrotron AG. Ingram Macrotron continuó utilizando la marca Videoseven en Europa para monitores de computadora y otros periféricos de computadora. A partir de 2007, comenzaron a utilizar el nombre en productos electrónicos de consumo vendidos en Estados Unidos, incluidas unidades GPS portátiles y de tablero, entre otros dispositivos. Esta fue la primera vez desde 1995 que el nombre Video Seven se utilizó en los Estados Unidos. Ingram continuaría comercializando productos bajo la marca Videoseven hasta mediados de 2009.